# Platja del Coco
La platja del Coco és una platja urbana del municipi de Badalona (Barcelonès) situada al barri del Progrés. Limita per llevant amb la platja del Pont del Petroli, a l'alçada de la plaça del Patí de Vela, i per ponent amb el port de Badalona, a l'alçada del carrer Cervantes. Té una longitud de 170 m i una amplada mitjana de 70 m. Està formada per sorra de gra mitjà i el pendent d'entrada al mar és una mica pronunciat. El fons marí és de sorra. Està flanquejada pel passeig Marítim, amb palmeres. S'hi accedeix per un pas elevat i disposa de dutxes, sanitaris, punts de socorrisme i una guingueta. En aquesta platja es practica el nudisme.
Rep el nom per l'activitat de la fàbrica que hi havia a la platja, la Companyia Auxiliar per al Comerç i la Indústria (CACI), on es fabricava midó a partir de l'arròs, i olis vegetals a partir, entre d'altres, del coco, i per aquest motiu era coneguda popularment com 'el Coco'.
L'Agència Catalana de l'Aigua efectua un control quinzenal de la qualitat de l'aigua, durant la temporada de bany, amb el resultat d'excel·lent. Està guardonada amb la Bandera Blava, que reconeix internacionalment la qualitat de l'aigua i serveis.